# Višegradska Banja
Višegradska Banja (în sârbă Вишеградска Бања) este un sat din comuna Višegrad, Republica Srpska, Bosnia și Herțegovina. În anul 2013 avea o populație de 23 de locuitori.

## Geografie
Višegradska Banja, situat în estul Bosniei, la o distanță de 5 km nord de Višegrad, este o stațiune balneologică. Localitatea se află în mijlocul unei păduri de pini, la o altitudine de 460 m. Clima este temperat-continentală. Aici există două izvoare cu apă minerală geotermală, care țâșnește de la adâncimi de 180 de metri la temperaturi de 26 și respectiv 34,8°C și este folositoare în tratarea bolilor reumatice, neurologice și ginecologice. În apropierea izvoarelor minerale termale se află centrul de reabilitare și Hotelul Vilina Vlas, construit în 1982.

## Demografie
|           | 1971       | 1981        | 1991        | 2013        |
| Populație | 1 (100,0%) | 15 (100,0%) | 19 (100,0%) | 23 (100,0%) |
| Sârbi     | 1 (100,0%) | 15 (100,0%) | 14 (73,68%) | -           |
| Bosniaci  | -          | -           | 5 (26,32%)  | -           |

## Galerie

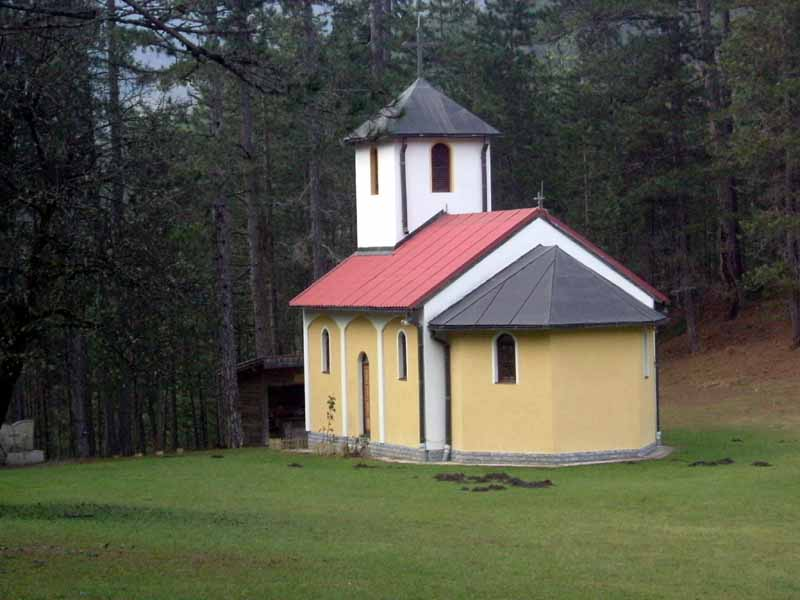
Biseria ortodoxă sârbă din Višegradska Banja
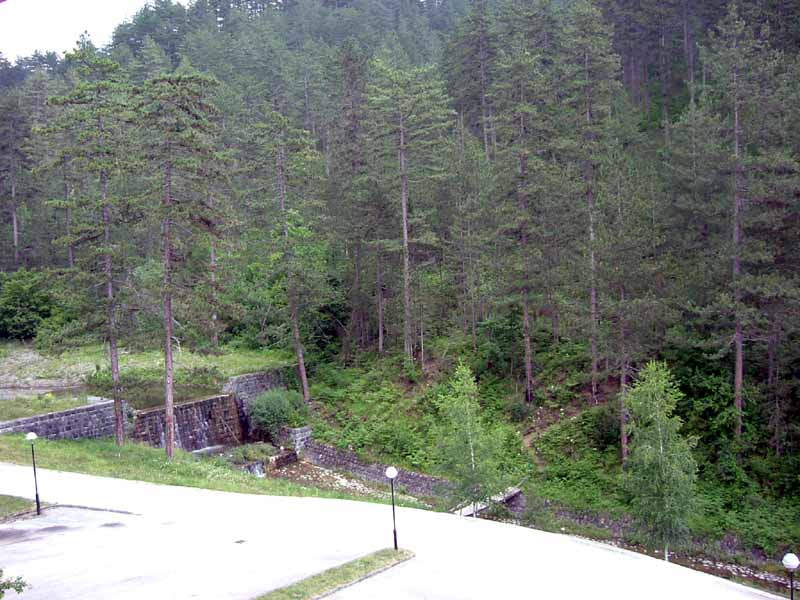
Cascada din Višegradska Banja